# Can Baró (Sant Just Desvern)
Can Baró és una masia de Sant Just Desvern (Baix Llobregat) protegida com a Bé Cultural d'Interès Local.

## Descripció
Masia de tres tramades, d'estructura típica amb cuina i menjador a un cantó del vestíbul i, a l'altra l'estable. A dalt es troben les habitacions. No té golfes. A la façana principal presenta un portal adovellat de punt rodó i el ràfec de la coberta paral·lel a terra.